# Tucci
Tucci (łac. Tuccitanus) - stolica historycznej diecezji w Hiszpanii w metropolii Sewilla. Biskupstwo Tucci utworzone zostało w roku 250 i istniało do roku 715. Siedzibą diecezji było współczesne miasto Martos leżące w Prowincji Jaén. W 1969 ustanowione zostało przez papieża Pawła VI biskupstwo tytularne.
Pierwszym biskupem Tucci został Paul Hisao Yasuda, biskup pomocniczy Osaki w Japonii. Od 1987 do 2017 biskupem Tucci był Stanisław Kędziora, początkowo biskup pomocniczy warszawski, a w latach 1992-2011 biskup pomocniczy warszawsko-praski.

## Biskupi tytularni
| Lp. | Biskup                   | Funkcja                                                                   | Od            | Do                |
| --- | ------------------------ | ------------------------------------------------------------------------- | ------------- | ----------------- |
| 1   | Paul Hisao Yasuda        | biskup pomocniczy Osaki (Japonia)                                         | 5 lutego 1970 | 15 listopada 1978 |
| 2   | Ramon Villena            | biskup pomocniczy Tagum (Filipiny)                                        | 16 marca 1982 | 17 sierpnia 1985  |
| 3   | Stanisław Kędziora       | biskup pomocniczy warszawski (Polska) biskup pomocniczy warszawsko-praski | 11 marca 1987 | 25 grudnia 2017   |
| 4   | Juan Manuel Muñoz Curiel | biskup pomocniczy Guadalajary (Meksyk)                                    | 2 lutego 2018 |                   |